# Krunski princ
Krunski princ ili krunska princeza je naziv, odnosno titula za nasljednika ili nasljednicu prijestolja u monarhijama. Supruga Krunskog princa se također naziva Krunskom princezom.
Tu titulu treba razlikovati od prijestolonasljednika, jer se u različitim monarhijama rabe različita pravila, ali i titule za prijestolonasljednike. 

## Vanjske poveznice
- RoyalArk- see each present country
- Heraldica.org- here napoleonic section